# Île Beata
Pour les articles homonymes, voir Beata.
L'île Beata (Isla Beata) est une île dominicaine de la mer des Caraïbes. Elle est située à six kilomètres au sud-ouest du cap Beata, le point le plus méridional d'Hispaniola. Elle est incluse dans le parc national Jaragua dans la province de Pedernales.